# Gouvernement Mahlab I
Pour les articles homonymes, voir Gouvernement Mahlab.
Égypte
el-Beblawi Mahlab II
Le gouvernement Ibrahim Mahlab I est le gouvernement égyptien entré en fonction le 1er mars 2014. Le 8 juin 2014, le gouvernement démissionne et Mahlab est reconduit.

## Composition
(mars 2014).
| Portefeuille                                         | Nom                          | Parti       |
| ---------------------------------------------------- | ---------------------------- | ----------- |
| Premier ministre                                     | Ibrahim Mahlab               | Indépendant |
| Défense                                              | Abdel Fattah al-Sissi        | Militaire   |
| Planning et Coopération internationale               | Ashraf El-Araby              | Indépendant |
| Enseignement supérieur et recherche scientifique     | Wael El-Degwi                | Indépendant |
| Intérieur                                            | Mohamed Ibrahim Moustafa     | Police      |
| Affaires étrangères                                  | Nabil Fahmi                  | Indépendant |
| Industrie militaire                                  | Ibrahim Younis               | Indépendant |
| Finances                                             | Hani Qadri Demian            | Indépendant |
| Affaires antiques                                    | Mohamed Ibrahim Ali al-Sayed | Indépendant |
| Environnement                                        | Laila Rashed Iskandar        | Indépendant |
| Développement local                                  | Adel Labib                   | Indépendant |
| Culture                                              | Mohamed Arab                 | Indépendant |
| Minister of Transitional Justice                     | Amin Al-Mahdy                | Indépendant |
| Justice                                              | Nayer Adel-Moneim Othman     | Indépendant |
| Éducation                                            | Mahmoud Abo El-Nasr          | Indépendant |
| Transports                                           | Ibrahim El-Demairy           | Indépendant |
| Électricité et Énergie                               | Mohamed Ahmed Shaker         | Indépendant |
| Tourisme                                             | Hisham Zazou                 | Indépendant |
| Ministry of Agriculture and Land Reclamation         | Ayman Abu Hadid              | Indépendant |
| Communications et technologies de l'information      | Atef Helmy                   | Indépendant |
| Information                                          | Durriyah Sharaf Al Din       | Indépendant |
| Pétrole et Ressources minérales                      | Chérif Ismaïl                | Indépendant |
| Ministry of Water Resources and Irrigation           | Mohamed Abdel Muttalib       | Indépendant |
| Ministry of Housing, Utilities and Urban Development | Mostafa Madbouli             | Indépendant |
| Ministry of Supply                                   | Khaled Hanafy                | Indépendant |
| Ministry of Manpower                                 | Nahed Ashri                  | Indépendant |
| Ministry of Religious Endowment (Awqaf)              | Mukhtar Gomaa                | Indépendant |
| Santé                                                | Adel El-Adawi                | Indépendant |
| Ministère de l'Aviation civile                       | Mohammed Hassan Kamal        | Indépendant |
| Ministry of Social Solidarity                        | Ghada Wali                   | Indépendant |
| Industrie, commerce et investissement                | Mounir Fakhry Abdel Nour     | Parti Wafd  |
| Jeunesse et sports                                   | Khaled Abdel Aziz            | Egypt Party |